# Bromelia agavifolia
Bromelia agavifolia là một loài thực vật có hoa trong họ Bromeliaceae. Loài này được Brongn. ex Houllet mô tả khoa học đầu tiên năm 1875.